# The Buddha of Suburbia (canção)
""The Buddha of Suburbia" é a canção tema da série de TV homônima da BBC, lançada por David Bowie em 1993. A faixa foi regravada com Lenny Kravitz para o álbum solo de Bowie, também intitulado The Buddha of Suburbia. O single chegou ao n°35 na UK Singles Chart.

## Créditos
- Produtores:
  - David Bowie
  - David Richards
- Músicos:
  - David Bowie – vocais, teclado, guitarra, sintetizador, saxofone
  - Lenny Kravitz – guitarra em "The Buddha of Suburbia"
  - Erdal Kızılçay – baixo, bateria, teclado, percussão, trompete